# Gourbera
 Gourbera  (en occitano Gorberar) es una población y comuna francesa, situada en la región de Aquitania, departamento de Landas, en el distrito de Dax y cantón de Dax-Nord.

## Demografía
| 198 | 179 | 197 | 215 | 243 | 256 |
| Para los censos de 1962 a 1999 la población legal corresponde a la población sin duplicidades (Fuente: INSEE [Consultar]) |     |     |     |     |     |